# Голинь
Го́линь — село Калуського району Івано-Франківської області. Входить до складу Калуської міської громади. Населення села становить 4 800 осіб.

## Географії
Село розміщене на берегах річок Сівка, Чечва, Середня і Млинівка. Село розташоване на шосейній дорозі й залізниці Івано-Франківськ—Львів, за 8 км. від Калуша. На північному заході межує з с. Кадобна, на північному сході – з с.Кропивник та Сівка Калуська, на півдні – з с. Тужилів, на півночі – з селищем Брошнів, на західній межі – з с. Пійло.
Село складається з семи частин – Котятичі, Заріка, Підгора, Полянка, Посіч, Циганський кут та Гора.

## Герб
Щит двічі перетятий лазуровим, золотим і зеленим. У другій частині блакитні літери "1391". Поверх всього срібний лелека з чорними очима і кінчиками крил, з червленими дзьобом і лапами, що несе в дзьобі немовля в блакитному мішку, і супроводжується в лівому нижньому кутку срібним м'ячем з чорними плямами.

## Археологія
На території села археологами виявлено 3 поселення: голіградської культури, ранньослов'янської черняхівської культури (зокрема розкопано гончарну піч) і періоду Київської Русі.

## Історія
Перша письмова згадка про це село датується 14 липня (22 липня за новим стилем) 1391 року. Трактування назви є неоднозначним. Одні науковці та жителі Голиня стверджують, що така назва з'явилася після того, як село було спустошене («оголене») монголо-татарами, інші схиляються до думки, що колись тут жив поміщик Голинський і саме на його честь і назвали село.
Нинішня південно-східна частина села Котятичі (до 1 квітня 1929 р. — присілок села Тужилів) згадувалася в документах галицького суду ще в 1440 році..
У 1515 році в селі оброблялося 3/4 лану (17,5 га). У 1578 році в селі було 4 землевласники: Іван Голинський мав 1/4 лану, Альберт Козик-Мединський — 2 лани, Мартин Козик — 1 лан, Ігнатович Голинський — 3/4 лану. Селяни активно взяли участь у повстанні 1648 року.
Церква Покрови Пресвятої Богородиці згадується 1684 року в реєстрі катедратика (столового податку), також — у реєстрі духовенства, церков і монастирів Львівської єпархії 1708 року і протоколах генеральних візитацій Львівсько-Галицько-Кам'янецької єпархії 1740—1755 рр. (рік побудови — 1719, 80 парохіян-господарів). У 1786 р. в селі було 219 хат і 819 мешканців. Австрійська армія конфіскувала в серпні 1916 р. у голиньській церкві 5 дзвонів діаметром 76, 55, 45, 38, 31, 28, вагою 205, 77, 45, 27, 15, 11 кг, виготовлених у 1886 р. Після війни польська влада отримала від Австрії компенсацію за дзвони, але громаді села грошей не перерахувала.

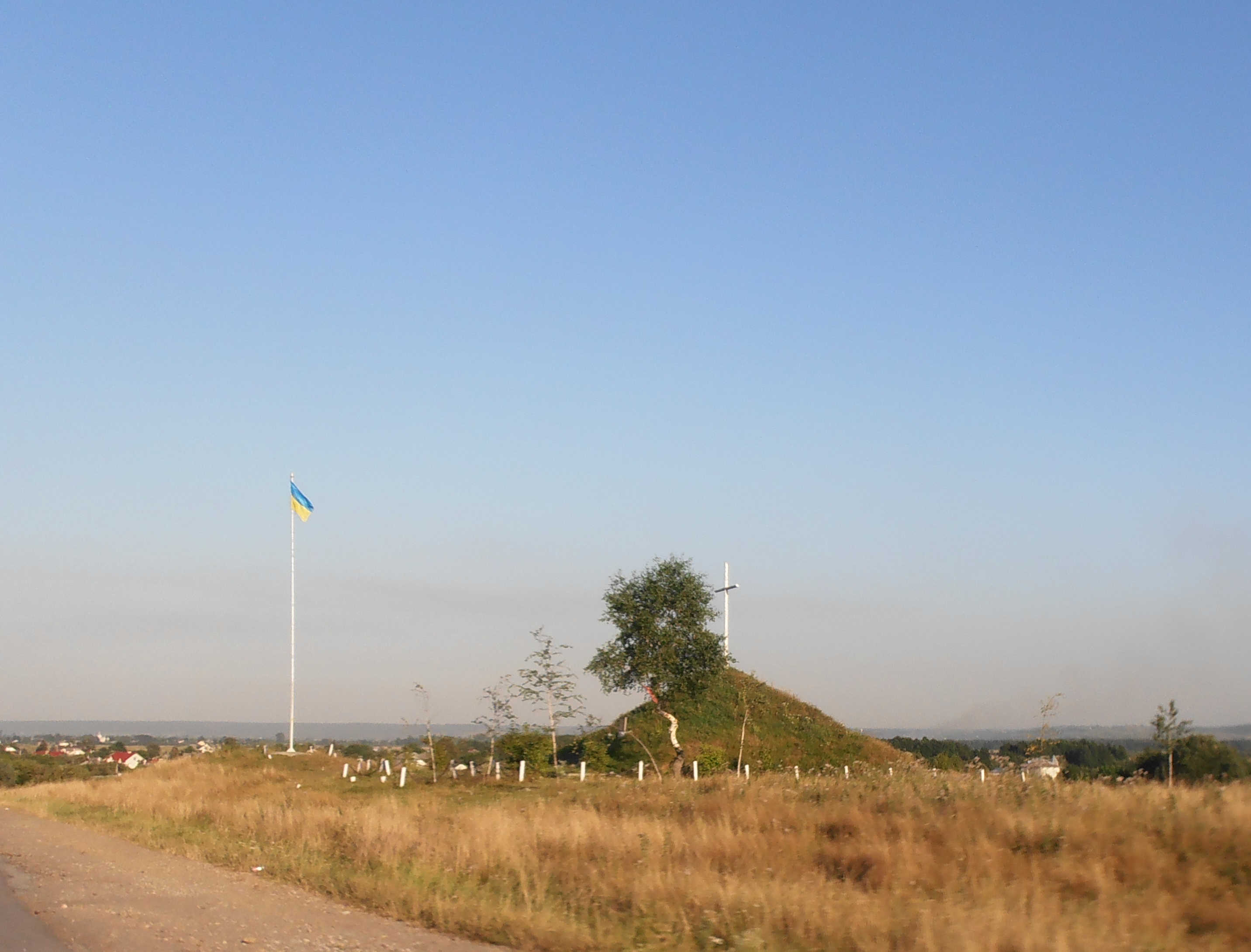
Символічна могила героям

Після окупації Західноукраїнської Народної Республіки поляками в 1919 році в селі був осередок ґміни Голинь та постерунку (відділку) поліції.
Село відоме своїми просвітянськими, кооперативними та спортивними традиціями і служило прикладом для всього повіту.
У 1939 році в селі проживало 3170 мешканців, з них 2610 українців-грекокатоликів, 300 поляків (напливові робітники копальні), 130 українців-римокатоликів і 130 євреїв
Високу національну свідомість жителі села підтвердили участю в підпіллі ОУН та в рядах УПА. В січні 1946 р. для боротьби з УПА окупанти розмістили гарнізон НКВД в Голині з 36 осіб (на допомогу їм готові були 1300 в Калуші та гарнізони в сусідніх селах), який здійснив чимало злочинів.
Околиці Голиня багаті запасами калійних солей. У листопаді 1931 року на теренах села ввели в дію копальню, а з 1961 тут почав працювати рудник «Голинь», а через чотири роки стала до ладу потужна шахта, наприкінці СРСР почали будувати нову шахту, але кошти розікрали і шахту не добудували.
У 1948 р. утворений колгосп «30-річчя Жовтня», в 1949 р. його голова Гранда А. І. був убитий. Далі колгосп був перейменований на «Росія». Колгосп був зернового й тваринницького напрямку, мав 2216 га угідь. Крім зернових, практикувалися городні та технічні культури, зокрема льон. У тваринництві перевага надавалася вирощуванню молодняка великої рогатої худоби. Значне місце в економіці колгоспу посідало розведення птиці.
Будівництво в селі міні-ГЕС потужністю 156 кВт, прийняте спільним рішенням райвиконкому і РК КПУ № 648 29 грудня 1951 р., не було виконане.
У 2001 році на кошти уродженця села з Канади Миколи Жекала в Голині постав пам'ятник І. Я. Франку.

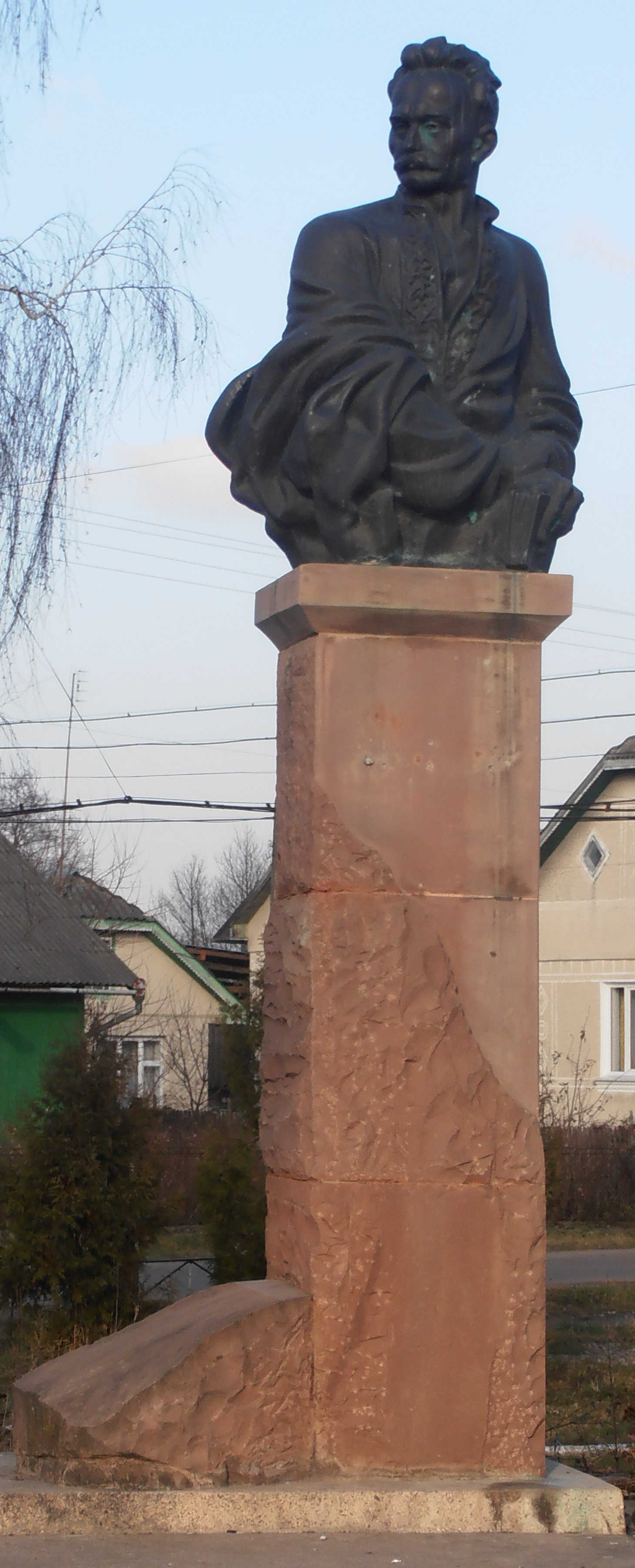
Монумент Івану Франку

Жителі села власними силами ремонтують дороги.

## Населення
Згідно з переписом УРСР 1989 року чисельність наявного населення села становила 4716 осіб, з яких 2282 чоловіки та 2434 жінки.
За переписом населення України 2001 року в селі мешкало 5085 осіб.

### Мова
Розподіл населення за рідною мовою за даними перепису 2001 року:
| Мова            | Кількість | Відсоток |
| --------------- | --------- | -------- |
| українська      | 5102      | 99.86%   |
| російська       | 4         | 0.08%    |
| інші/не вказали | 3         | 0.06%    |
| Усього          | 5109      | 100%     |

## Соціальна сфера
- Адміністративно-культурний комплекс із пам'ятним знаком «Слава героям Небесної сотні»[18]
- Народний дім[19]
- Церква Покрови Пресвятої Богородиці 1886 р., пам'ятка архітектури місцевого значення № 758[20]
- Церква Покрови Пресвятої Богородиці 2018 р.
- Чоловічий монастир ПЦУ «Благовіщення Пресвятої Богородиці»[21]
- Школа І-ІІІ ступенів[22] на 880 місць[23]
- Дитяча школа мистецтв[24]
- ДНЗ я/с «Малятко»[25]
- Лікарська амбулаторія
- Відділення поштового зв'язку
- Стоматкабінет
- Авторизований Bosch Авто Сервіс «Автосвіт»
- Шиномонтаж
- Швейний цех
- Меблевий цех
- Сільський стадіон «Колос»
- Три придорожні ресторани: Перевесло, Родослав і Рандеву.

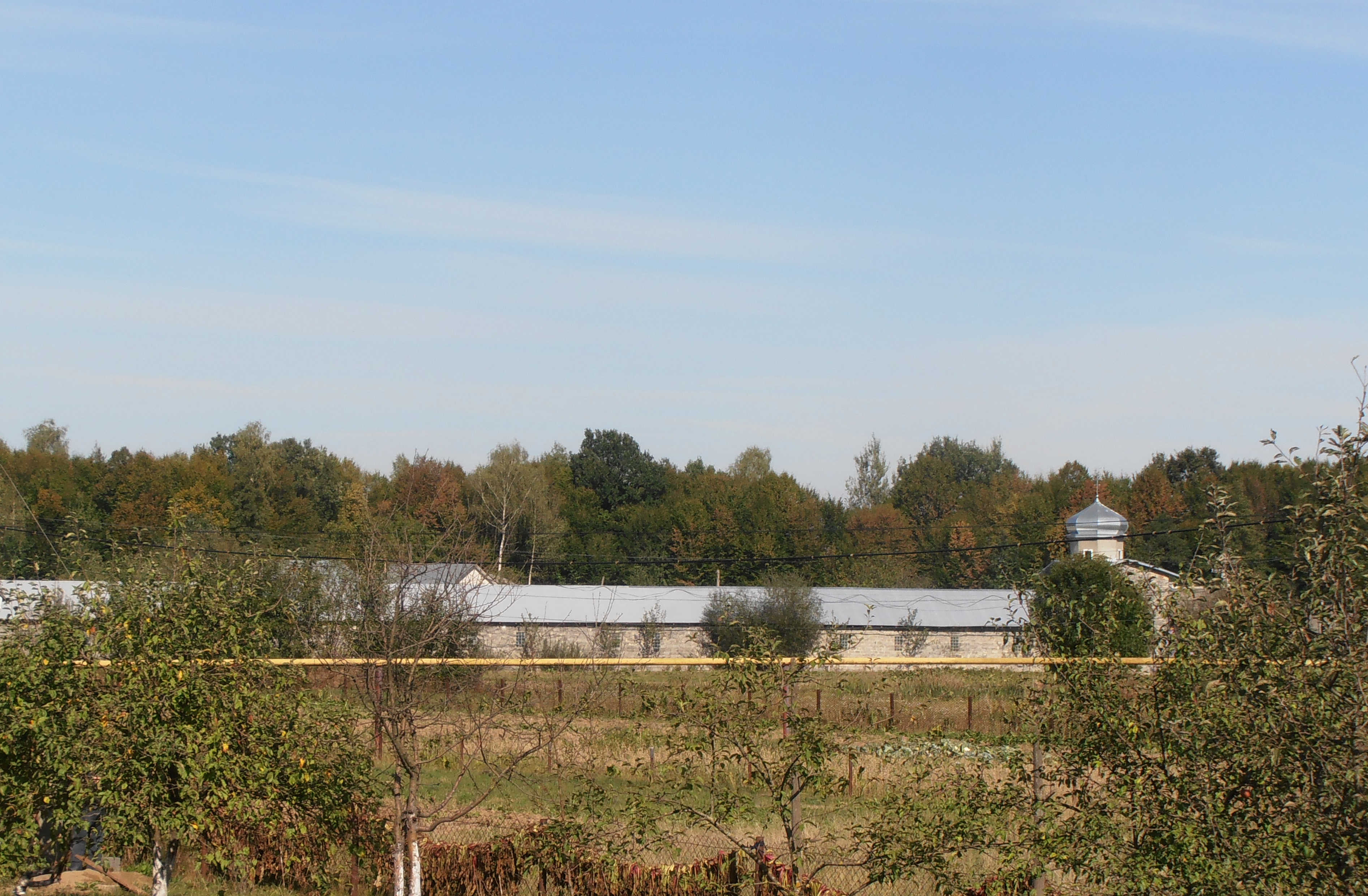
Свято-Благовіщенський монастир
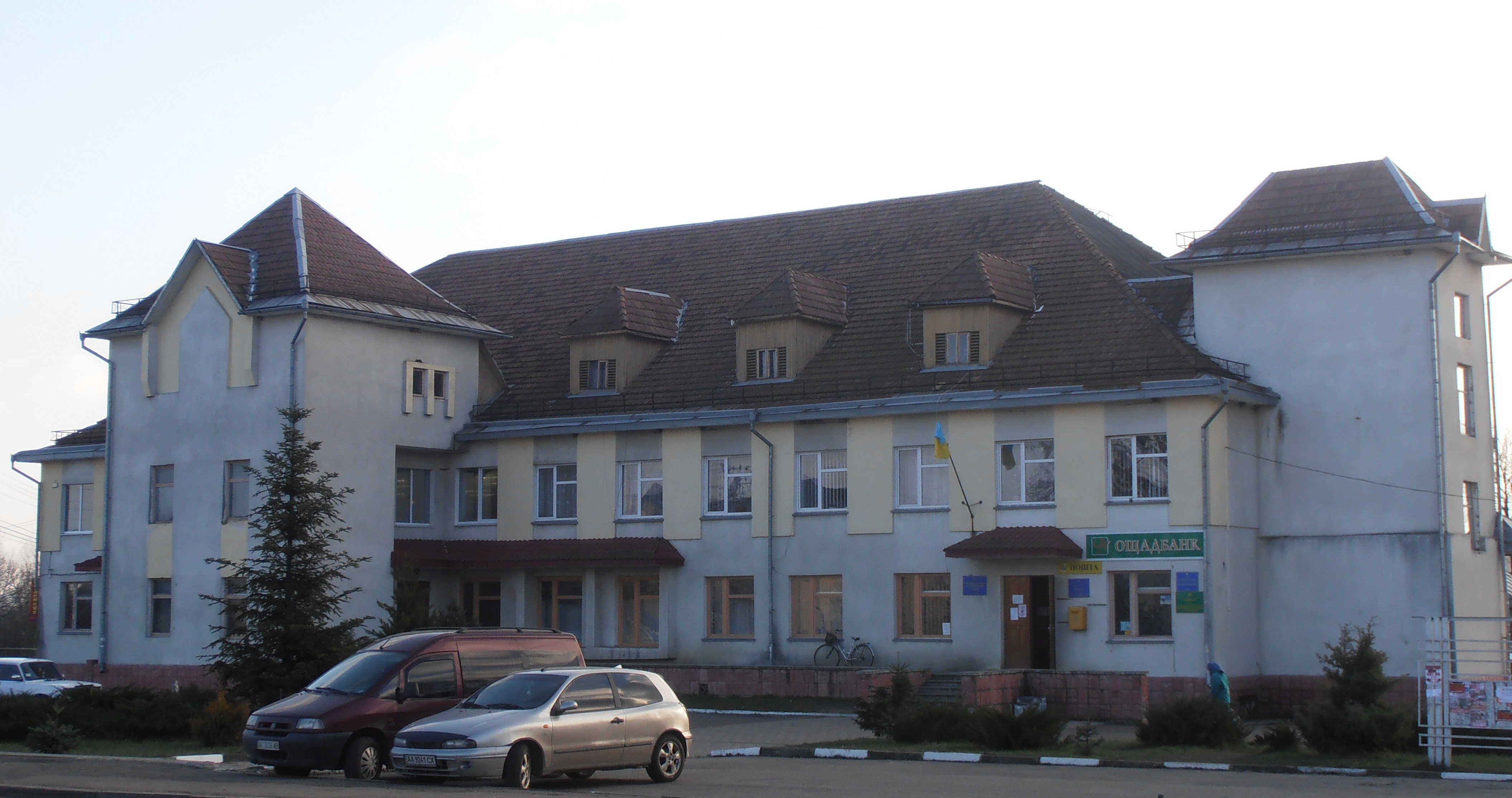
Адміністративно-культурний комплекс
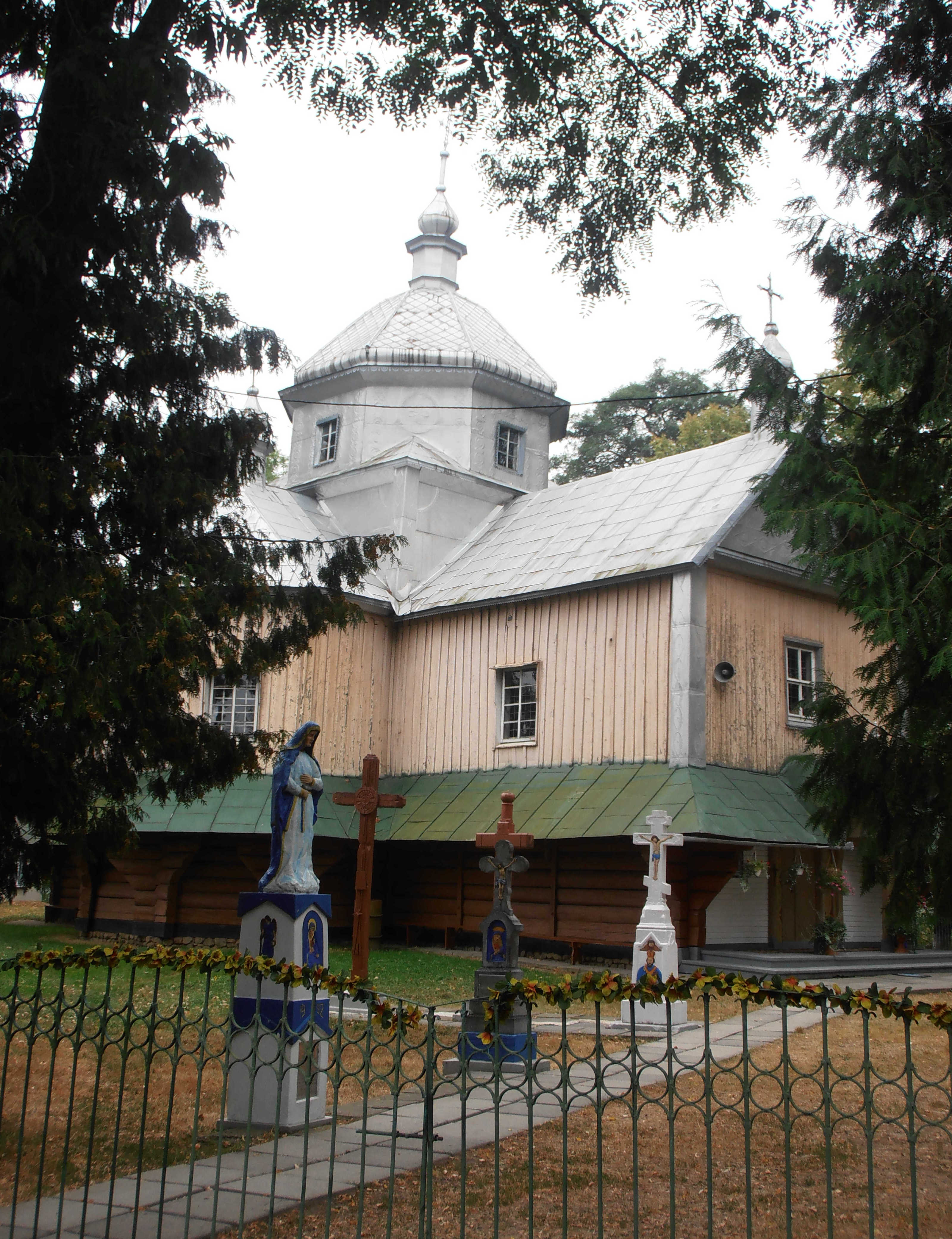
Церква Покрови Пресвятої Богородиці
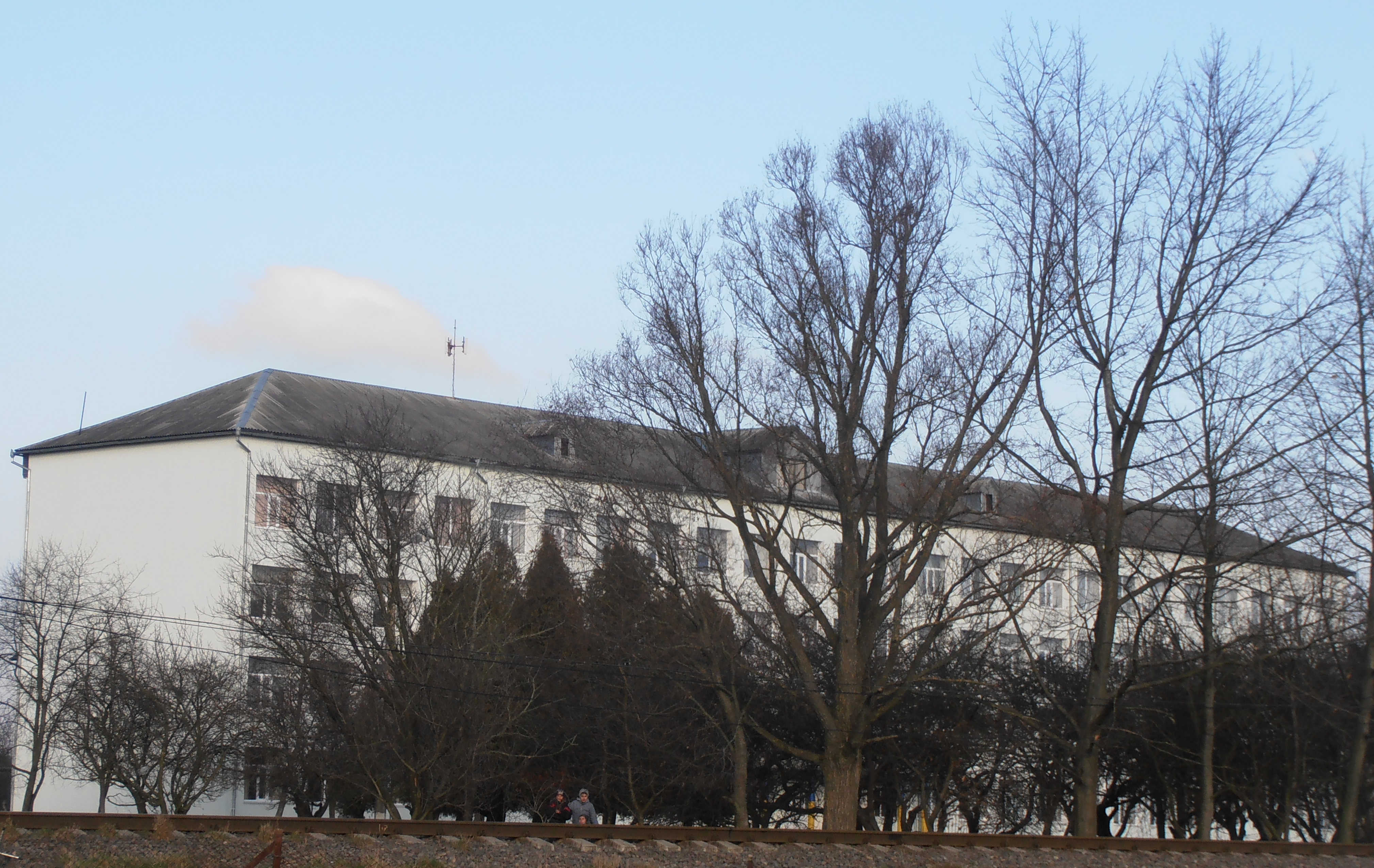
Школа
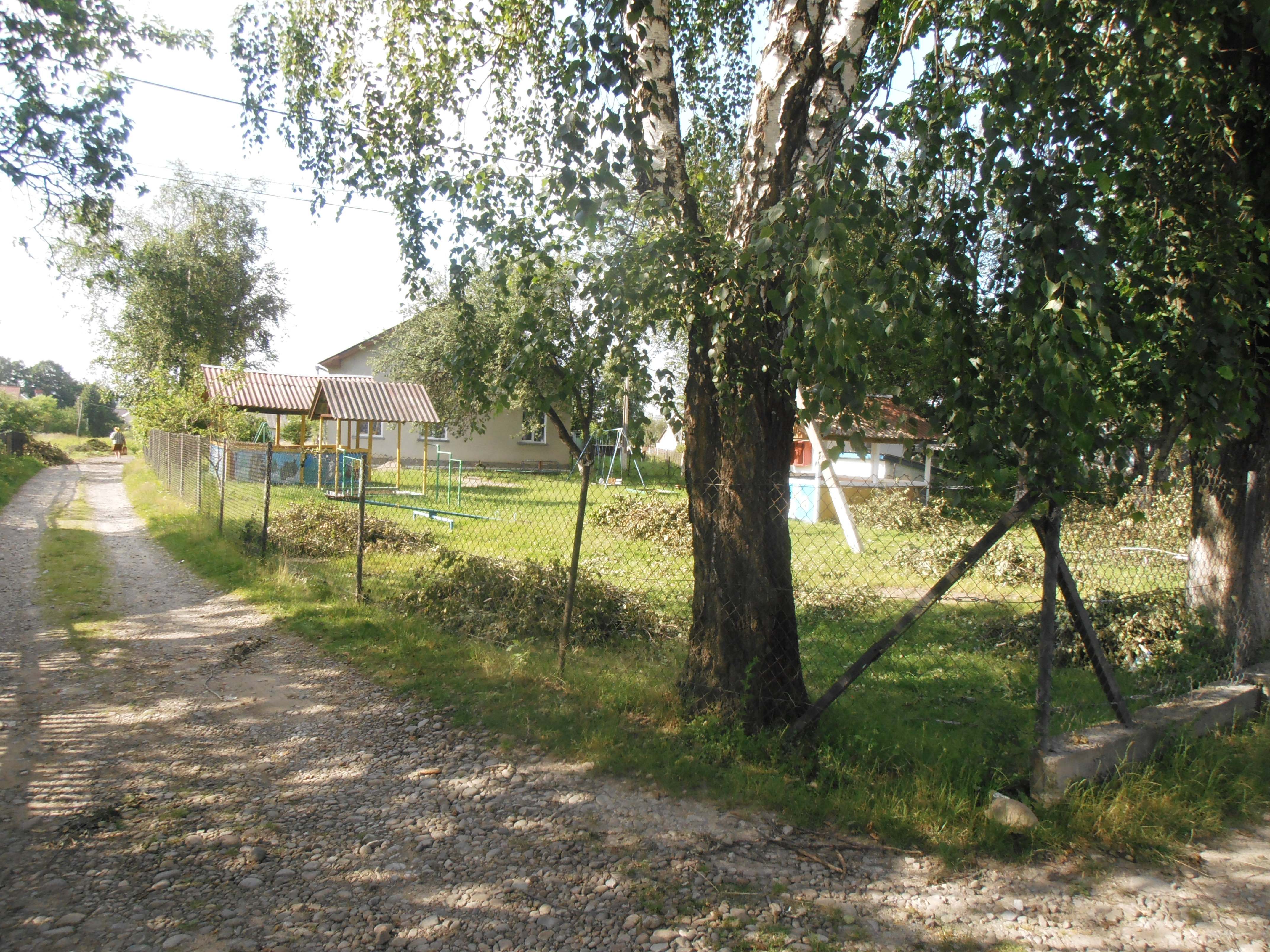
Дитячий садок
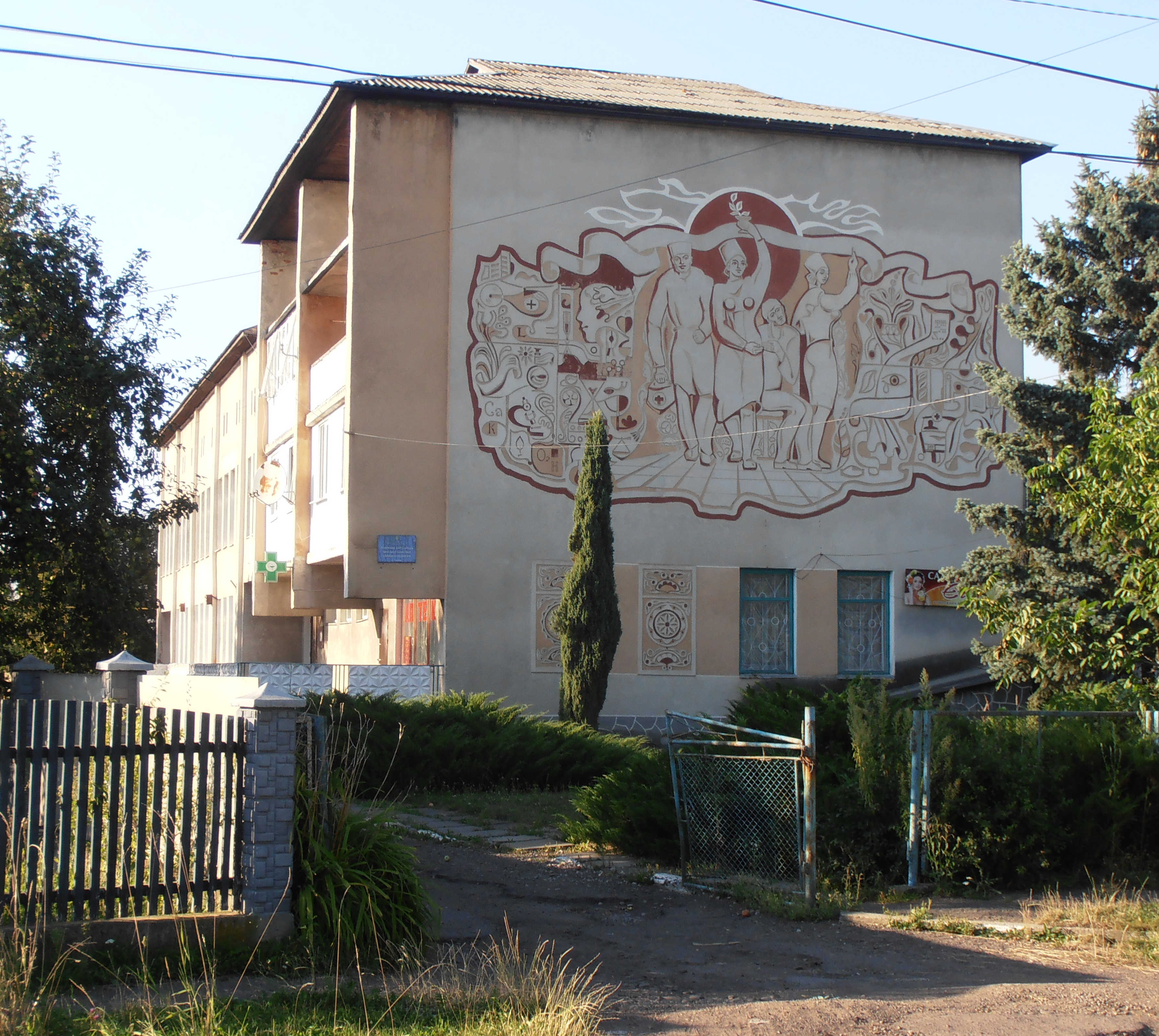
Амбулаторія
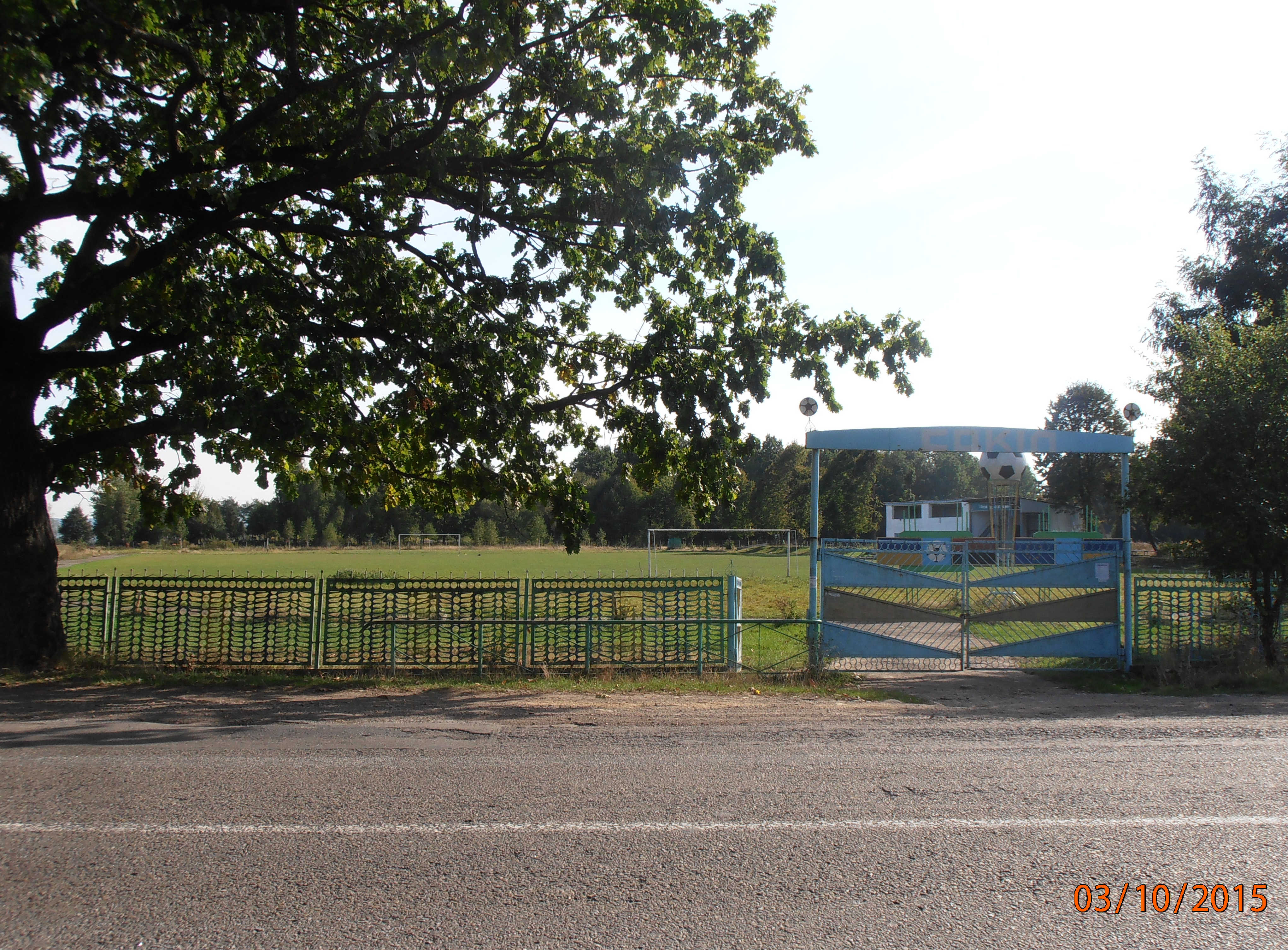
Стадіон

## Вулиці
У селі є вулиці:
- Бережницького
- Богачевського
- Богдана Хмельницького
- Василя Стуса
- Вороного
- Героїв України
- Грильовського
- Грінченка
- Залізнична
- Заньковецької
- Зарічна[28]
- Зелена
- Івана Мазепи
- Івана Франка
- Івасюка
- Коновальця
- Лесі Українки
- Марка Вовчка
- Матківської
- Михайла Грушевського
- Михайла Коцюбинського
- Молодіжна
- Назарія Яремчука
- Незалежності
- Пам'яті
- Панаса Мирного
- Петлюри
- Просвіти
- Роксолани
- Романа Шухевича
- Сагайдачного
- Середня
- Сівецька
- Січових Стрільців
- Сосюри
- Стебельських
- Степана Бандери
- Тараса Шевченка
- Учительська
- Церковна
- Чорновола
- Чумака
- Ярослава Мудрого
- 600-річчя Голиня

## Пам'ятники

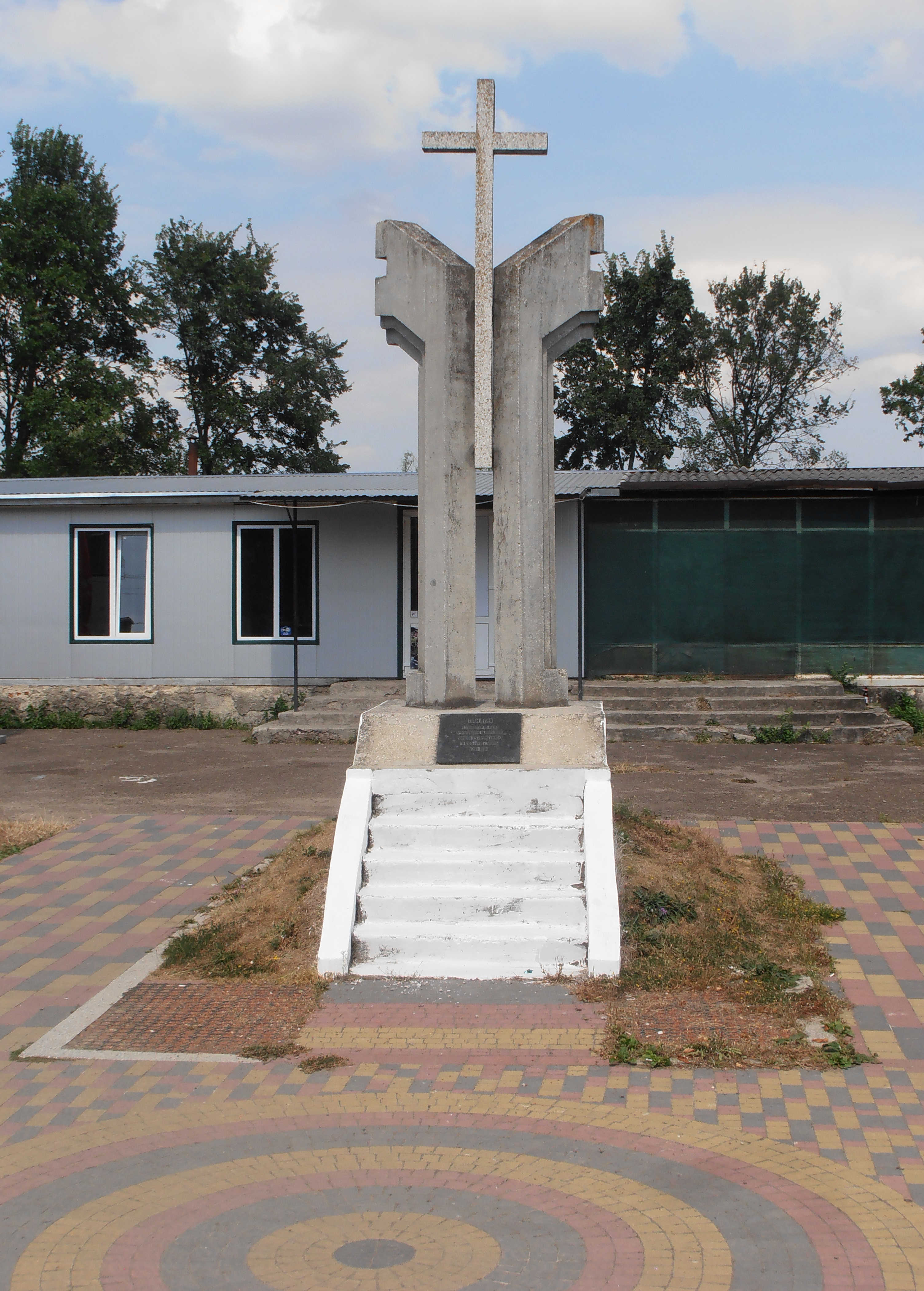
Знак Незалежності України і 600-річчя Голиня
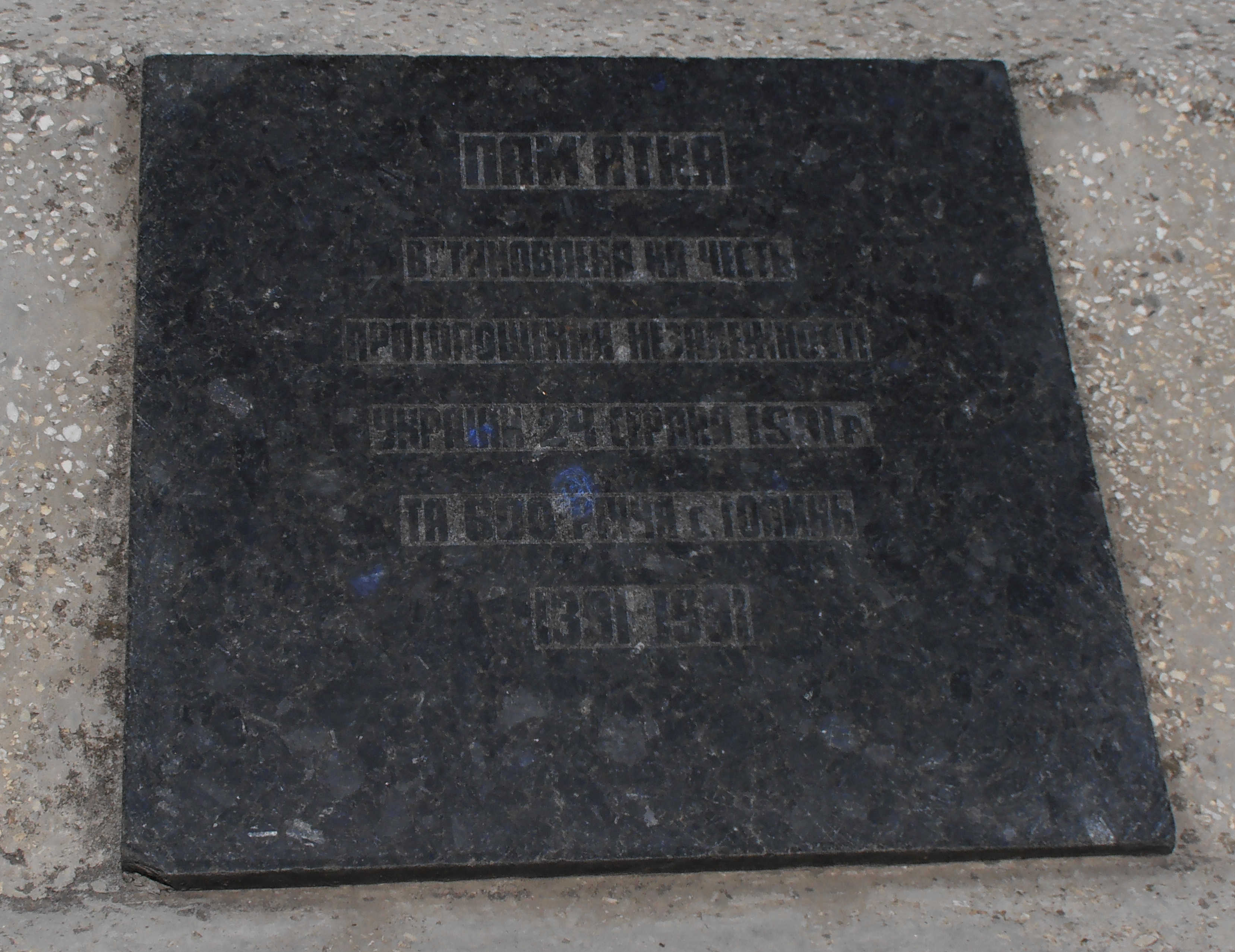
Стела знаку 600-річчя
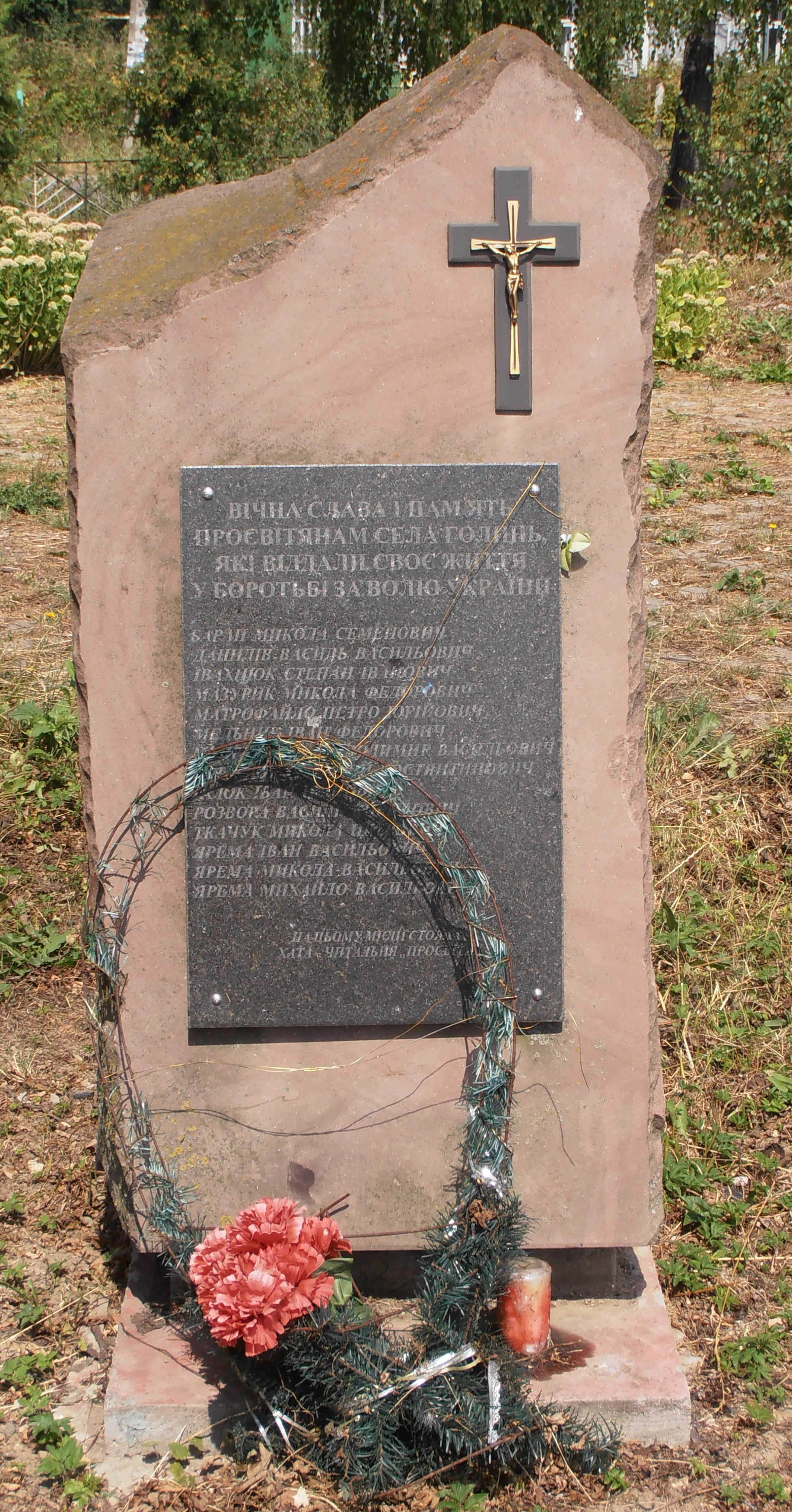
Монумент замученим комуністами просвітянам
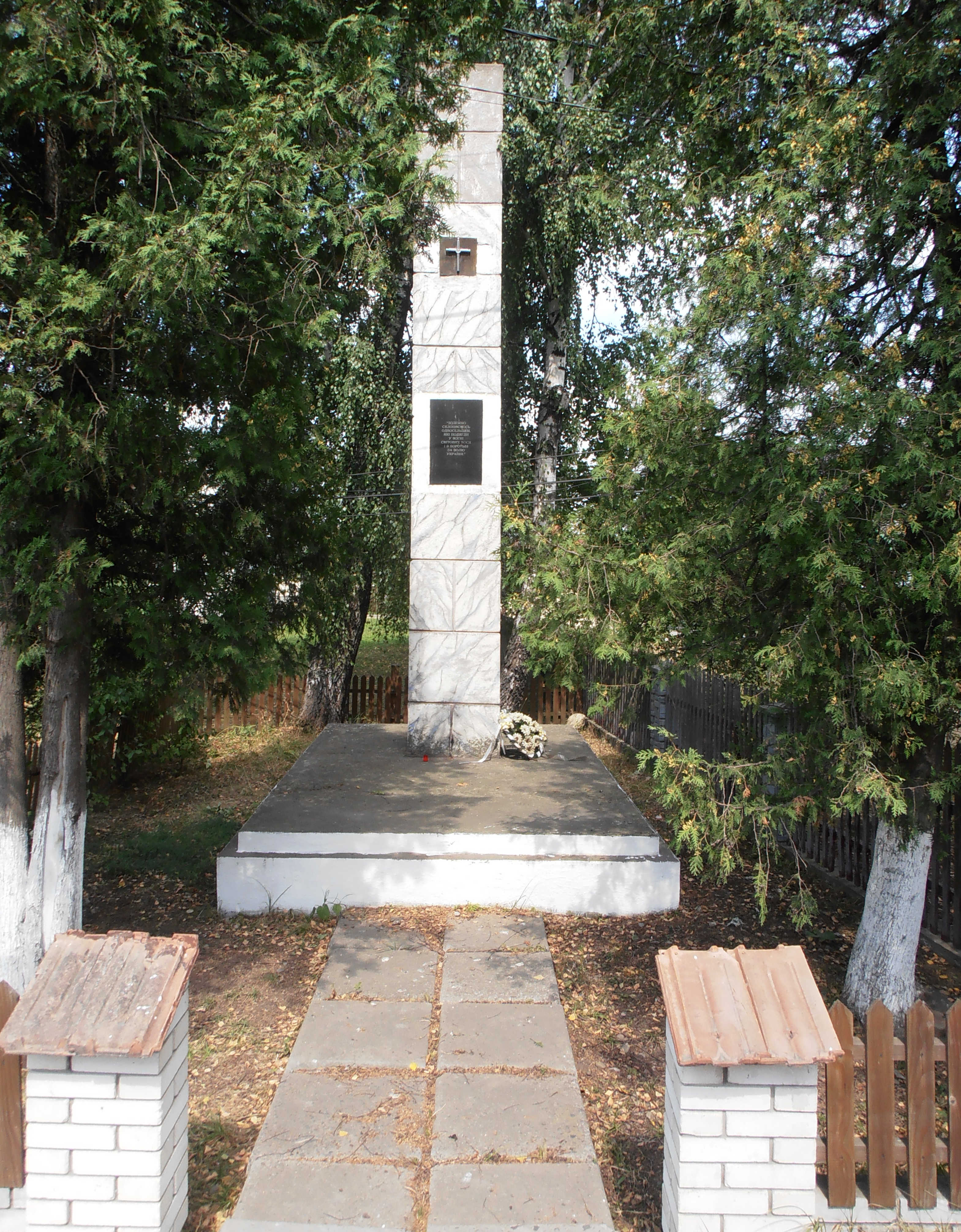
Радянський пам'ятник
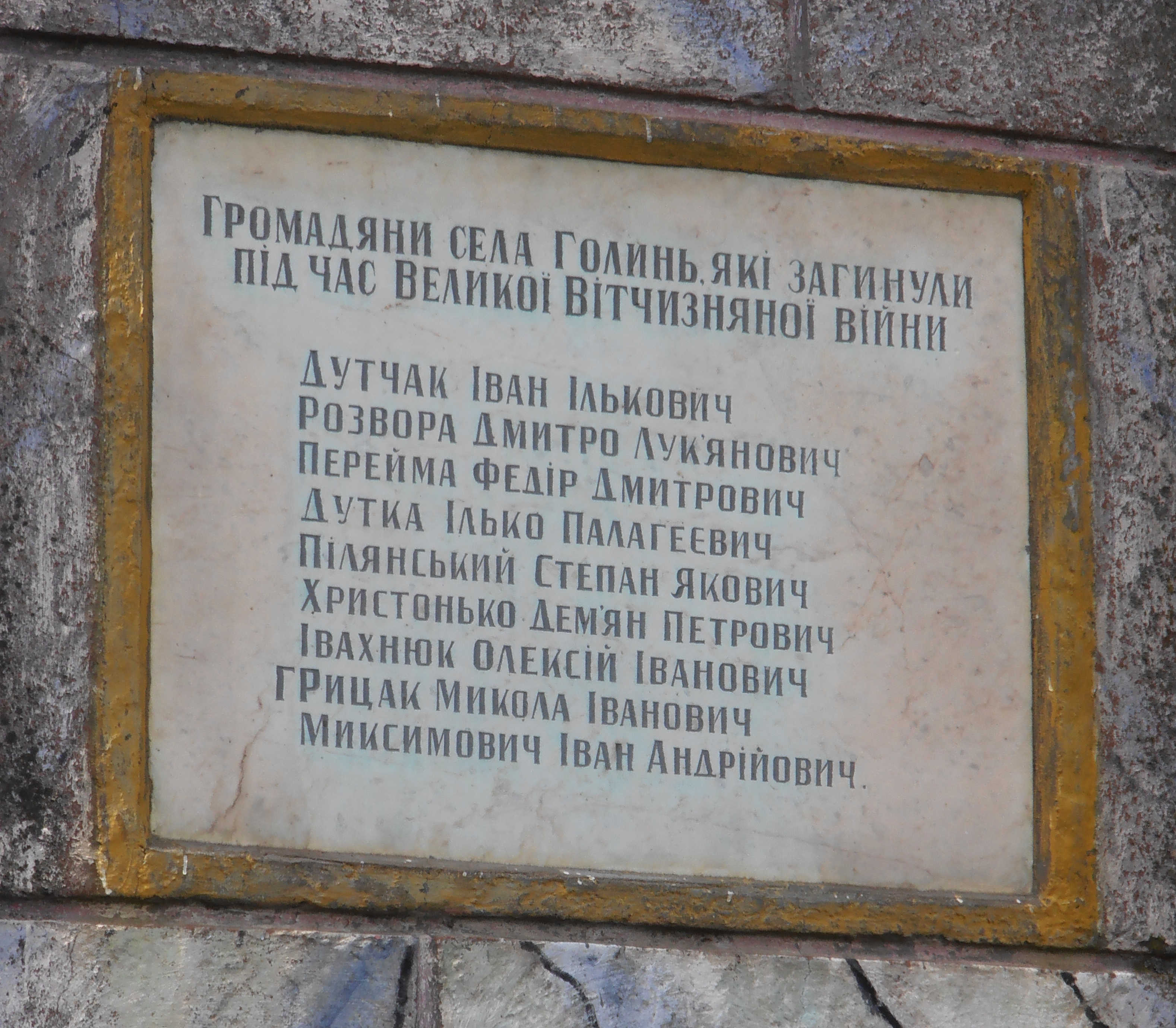
Справа — список полеглих солдатів
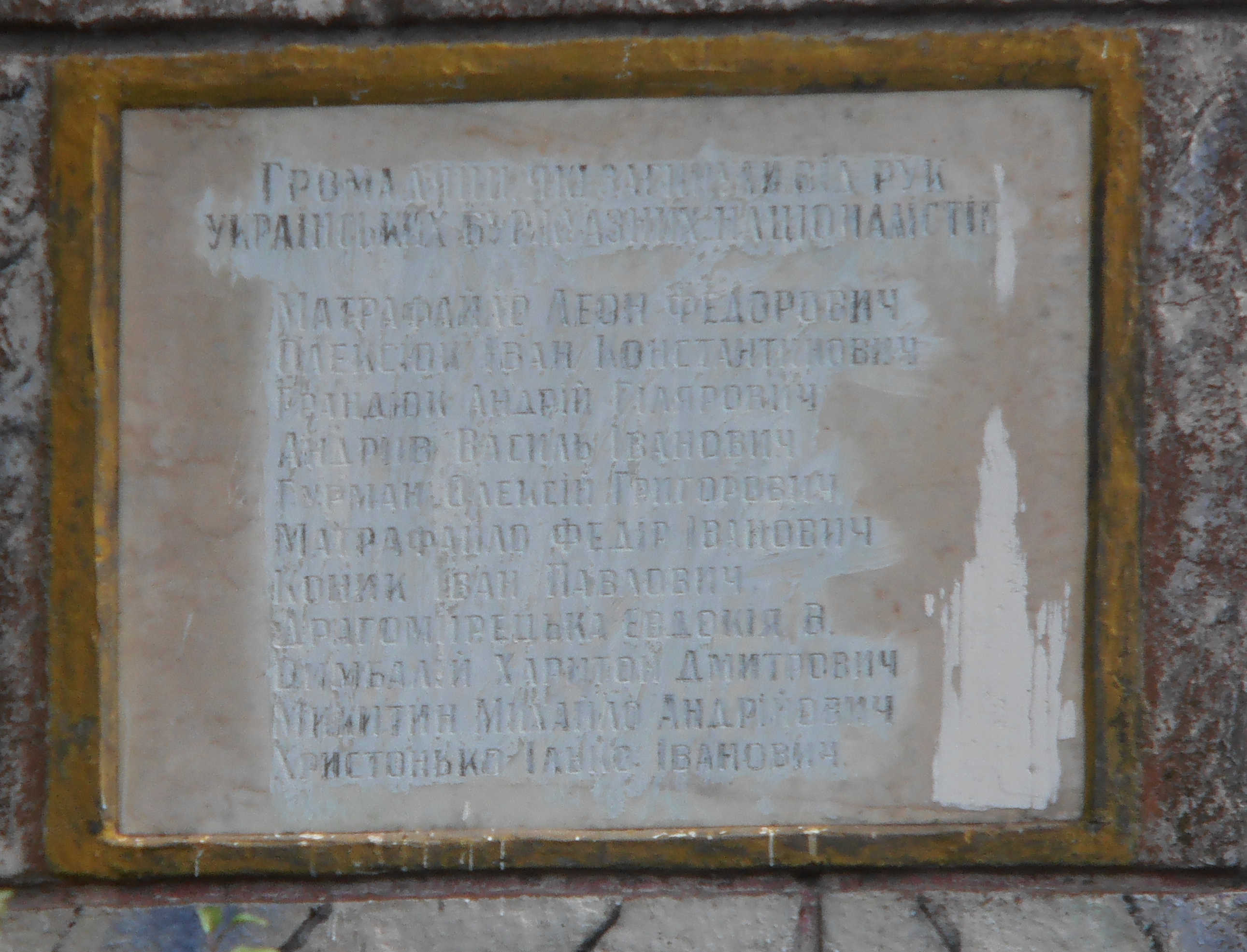
Зліва — список стрибків

## Відомі люди

### Народилися
- Гонський Володимир Васильович — український громадсько-політичний діяч, науковець, публіцист, бард, ведучий найбільших патріотичних протестних акцій, зокрема Мовного майдану, Євромайдану, заслужений діяч мистецтв України.
- Жекало Іван Степанович (1971—2018) — старший солдат Збройних сил України, учасник російсько-української війни.
- Івахнюк Василь Степанович (* 1966) — радянський та український футболіст.
- Митрополит Чернівецький і Буковинський Данило (в миру Ковальчук Михайло Степанович)
- Стебельський Степан (псевдо: «Хрін») (1914 — †9 листопада 1949, Чехія) — сотник УПА, командир сотні «Ударник-5», начальник тактичного відтинку ТВ-24 «Маківка» групи УПА-Захід. Один із засновників інженерних підрозділів УПА. Керівник операції з ліквідації заступника міністра оборони Польщі, генерала Кароля Сверчевського. Лицар Золотого Хреста Бойової Заслуги 1-го класу.
- Тетяна Ляхович (1977), спортсменка, легкоатлетка, учасниця Олімпійських ігор в Сіднеї (2000).
- Сондей Іван Степанович (1994) — український футболіст.  Денис Мельник — найбагатший у селі Голинь, а також голова територіальної громади села Голинь.

### Працювали
- Отець Богачевський Теодор — український священик (УГКЦ), літератор, громадський діяч. Парох села у 1921 р.[30]

### Загинули
- Іван Рудий «Орлич» — організаційний референт ОУН Калуської округи, Лицар Срібного Хреста Заслуги УПА.[31][32]